# Trijeslovina
Trijeslovina, treslovina odnosno tanin (fra. tannin: treslovina) je prirodni organski spoj. U biti su prirodni organski spojevi (tvari biljnog podrijetla), uglavnom esteri aromatskih hidroksikarboksilnih kiselina (polifenoli) s viševalentnim alkoholima ili šećerima. Nalaze se u dijelovima mnogih biljaka, posebno u šiškama, od kojih se najčešće dobivaju. Također se nalaze u stablima i listovima određenih biljaka, a sadrže ih i zeleni plodovi koji zbog toga imaju gorak okus. Sazrijevanjem plodova količina tanina u njima se smanjuje. Crnomu čaju daju gorak okus, utječu na kvalitetu crnih vina. Reagiraju s bjelančevinama, želatinu čine netopljivom te su se prije često koristili u industriji za štavljenje kože, stežu tkivo, pa služe kao adstringens (sredstvo koje steže tkivo), a koristi se i kao tekstilno bojilo. Također ima primjenu u medicini i prehrambenoj industriji. Tanin u hrani je prehrambeni aditiv pod nazivom E181.
Ljekovitost tanina i njihova uporaba je višestruka:
- posjeduju protubakterijska i protugljivična svojstva;
- sužavaju krvne žile;
- ublažavaju i liječe proljev;
- djeluju protiv trovanja različitim tvarima i drugo.

## Željezno-galno crnilo
Željezno-galno crnilo ili željezno-galna tinta je ljubičasto-crna ili smeđe-crna tinta izrađena od soli željeza i taninskih kiselina (galna kiselina) iz biljnih izvora (hrastove šiške). Bila je to standardna tinta koja se u Europi koristila u razdoblju između 5. i 19. stoljeća, ostala je u širokoj upotrebi i do 20. stoljeća a prodaje se i danas.

## Vanjske poveznice
- Tanini Hrvatska tehnička enciklopedija, portal hrvatske tehničke baštine. LZMK